# Pippi Langkous (film uit 1969)
Pippi Langkous (originele titel: Pippi Långstrump) is een Zweedse/Duitse kinderfilm uit 1969 van Olle Hellbom. Inger Nilsson speelt hierin Pippi Langkous en de rollen van Tommy en Annika worden vertolkt door respectievelijk Pär Sundberg en Maria Persson. De film is gebaseerd op de boeken over Pippi Langkous van Astrid Lindgren en samengesteld uit afleveringen uit de gelijknamige televisieserie. Astrid Lindgren was tevens ook de scenarist van deze film.

## Verhaal
In een Zweeds dorpje wonen twee gewone kinderen genaamd Tommy en Annika. Zij dromen elke dag van avonturen. Wanneer het rare meisje Pippi Langkous vervolgens haar intrek neemt in haar huis Villa Kakelbont, lijkt dat werkelijkheid te worden.  Het roodharige meisje Pippi Langkous heeft trouwens ook een paard en een aapje. Pippi is de dochter van een steenrijke kapitein en heeft een kist met goudstukken meegenomen. Bovendien is ze beresterk en kan ze prima haar mannetje staan. Pippi, Tommy en Annika beleven vervolgens verscheidene avonturen tot ongenoegen van de conservatieve dorpsbewoners. Ondertussen probeert een bewoner van dat stadje die zichzelf Tante Pastellia noemt om Pippi in een weeshuis te krijgen. Ze vindt het niet kunnen dat Pippi zonder een volwassene woont. Hiervoor stuurt ze voortdurend de agenten Kling en Klang op Pippi af.

## Rolverdeling
| Acteur           | Nederlandse stem | Personage                |
| ---------------- | ---------------- | ------------------------ |
| Inger Nilsson    | Paula Majoor     | Pippi Langkous           |
| Pär Sundberg     | Trudy Libosan    | Tommy Settergren         |
| Maria Persson    | Ida Bons         | Annika Settergren        |
| Öllegård Wellton | Trudy Libosan    | Mevrouw Settergren       |
| Fredrik Ohlsson  | Aart Staartjes   | Meneer Settergren        |
| Beppe Wolgers    | Paul van Gorcum  | Kapitein Efraïm Langkous |
| Margot Trooger   | Ida Bons         | Tante Pastellia          |
| Ulf G. Johnsson  | Hans Hoekman     | Agent Kling              |
| Göthe Grefbo     | Aart Staartjes   | Agent Klang              |
| Hans Clarin      | Paul Brandenburg | Boef Donder-Kareltje     |
| Paul Esser       | Paul van Gorcum  | Boef Blom                |

## Achtergrond

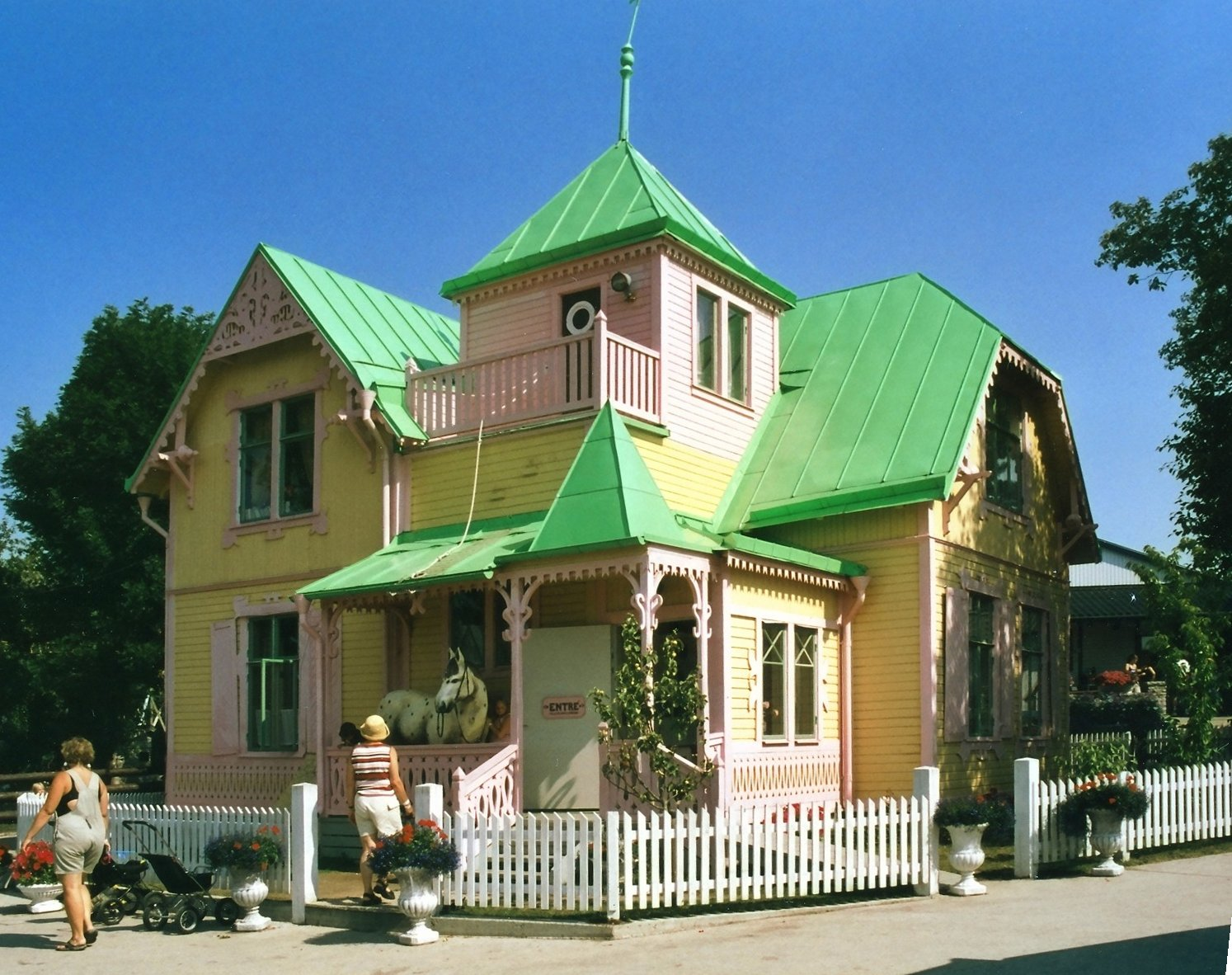
Villa Kakelbont

### Productie
In 1949 verscheen de eerste verfilming van Pippi Langkous, maar de schrijfster Astrid Lindgren was er niet tevreden mee onder andere doordat de rol van Pippi Langkous gespeeld werd door de actrice Viveca Serlachius die toen ongeveer 26 jaar oud was. Vanaf dan besloot ze om altijd zelf de filmscripts te schrijven van haar boeken in samenwerking met regisseur Olle Hellbom tot zijn dood in 1982.
In 1969 schreef Lindgren de scripts voor een televisieserie bestaande uit 13 afleveringen op basis van haar Pippi Langkous-boeken. De opnames hiervoor werden geregisseerd door Hellbom en vonden plaats van 20 februari 1968 tot 15 augustus 1968. De binnenopnames werden opgenomen in de filmstudio Filmstaden in de Zweedse gemeente Solna. De buitenopnames vonden plaats op diverse locaties in Røros in Noorwegen en het Zweedse eiland Gotland. Deze 13 afleveringen verschenen in 1969 en waren het eerste seizoen van de televisieserie. In datzelfde jaar werden een aantal van die afleveringen bewerkt tot deze film.

### Muziek
De soundtrack werd gecomponeerd door de componisten Jan Johansson, Bo-Erik Gyberg en Gunnar Wennerberg in 1968. De teksten werd geschreven door Astrid Lindgren , Olle Hellbom schreef een tekst op muziek van Franz Schubert. Deze soundtrack wordt hergebruikt in deze film. De muziek werd in het Nederlands ingezongen door Paula Majoor, het kinderkoor De Schellebellen onder leiding van Paula van Alphen en een televisiekoor onder leiding van Henk van der Velde.  Hieronder volgen de nummers.
| Nr. | Titel                                                                                     |
| --- | ----------------------------------------------------------------------------------------- |
| 1   | "Här kommer Pippi Långstrump"                                                             |
| 2   | "Tjonga, Lånkan"                                                                          |
| 3   | "Sov min lilla lusegris"                                                                  |
| 4   | "Femton gastar på död mans kista"                                                         |
| 5   | "Examens-sexa på Eklundshof"                                                              |
| 6   | "Am Brunnen vor dem tore (da steht ein Lindenbaum), sång nr 5 ur Die Winterreise, D. 911" |
| 7   | "Till fjärran land ska du fara"                                                           |

### Homemedia
In 1990 verscheen de eerste film op VHS. Later op 4 oktober 2005 verschenen de 4 films op een dvd-box. Op 27 oktober 2015 bracht Hen's Tooth Video de 4 films op blu-ray uit.